# Sande, Vestland
Sande är en tätort i Sunnfjords kommun i Vestland fylke i västra Norge. Orten ligger vid Europaväg 39 och utgjorde tidigare centralort i dåvarande Gaulars kommun i Sogn og Fjordane fylke.